# Irakleio Attikis
Irakleio of Irakleio Attikis  (Grieks: Ηράκλειο of Ηράκλειο Αττικής) is een gemeente (dimos) in de Griekse bestuurlijke regio (periferia) Attica.
Niet te verwarren met Irakleio (Nederlands Iraklion of Heraklion) , de hoofdstad van de Griekse bestuurlijke regio (periferia) Kreta.